# Kębło
Kębło – wieś w Polsce położona w województwie lubelskim, w powiecie puławskim, w gminie Wąwolnica.

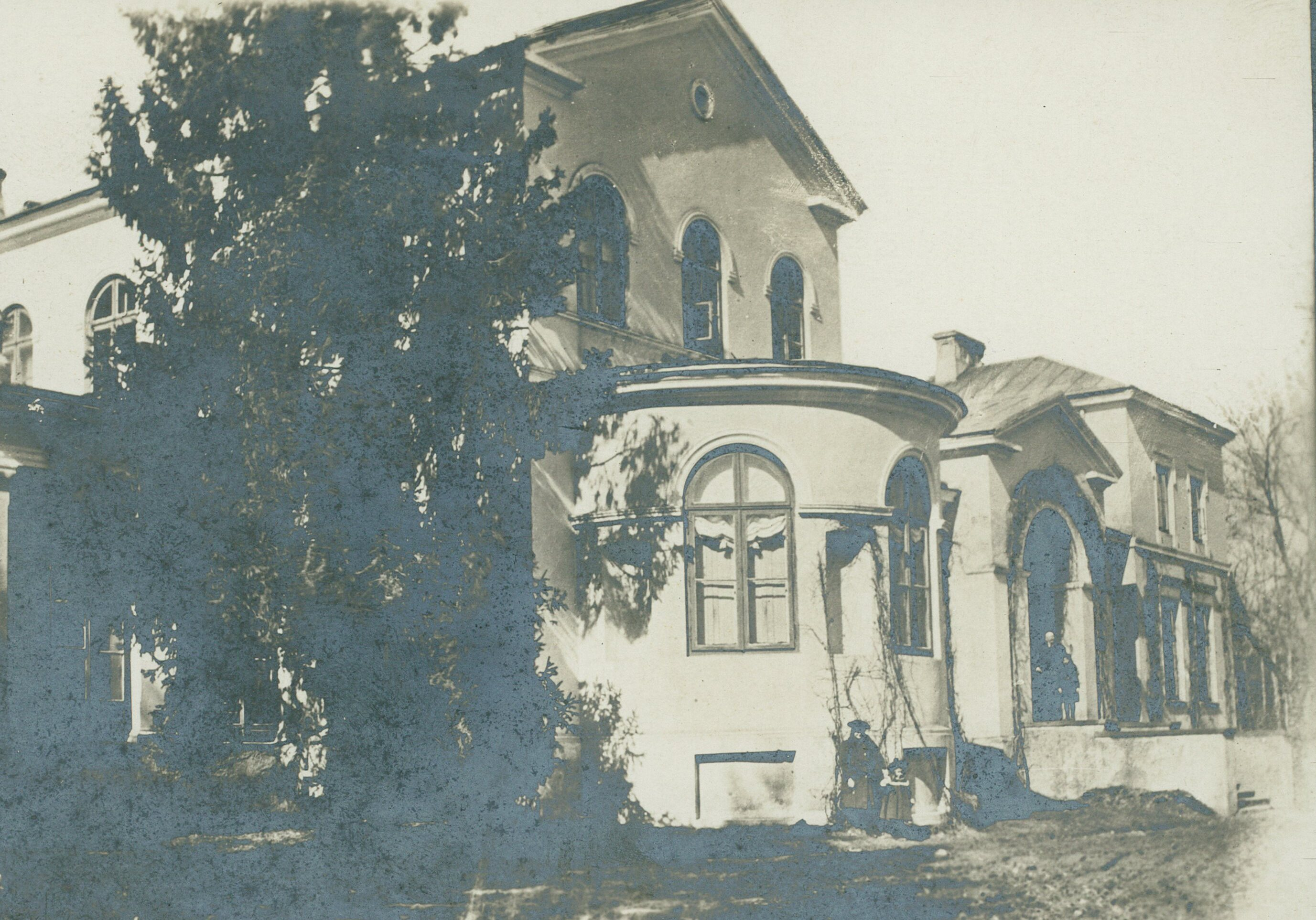
Pałac przed 1914

Historycznie położone jest w Małopolsce (początkowo w ziemi sandomierskiej, a następnie w ziemi lubelskiej). Wieś królewska w starostwie wąwolnickim województwa lubelskiego w 1786 roku.
W latach 1975–1998 miejscowość należała administracyjnie do ówczesnego województwa lubelskiego.
Wieś stanowi sołectwo gminy Wąwolnica. Według Narodowego Spisu Powszechnego z roku 2011 wieś liczyła 204 mieszkańców.
We wsi zachował się neorenesansowy pałac hr. Rostworowskich z II połowy XIX w., w okresie międzywojennym własność Antoniego i Marii z Brezów Rostworowskich, których synem był Jan Rostworowski.    
Wierni Kościoła rzymskokatolickiego należą do parafii św. Wojciecha w Wąwolnicy.